# 김명수 (1959년 5월)
김명수(金明洙, 1959년 5월 28일 ~ , 전라남도 화순군)은 대한민국의 제8·9대 서울특별시의원이다.

## 학력
- 한국방송통신대학교 법학과 학사 졸업

### 비학위 수료
- 성공회대학교 대학원 사회복지학과 사회과학 석사 졸업
- 한성대학교 대학원 행정학 박사 수료

## 경력
- 1996 아시아·태평양평화재단 운영위원회 위원
- 1998 ~ 2005 민주평화통일자문회의 자문위원
- 1998.07 ~ 2002.06 제5대 서울특별시의회 의원
- 1998.07 ~ 2000.06 제5대 서울특별시의회 운영위원회 위원
- 1998.09 ~ 2000.06 제5대 서울특별시의회 도시관리위원회 위원
- 1998.08 ~ 1999.02 서울특별시의회 여성특별위원회 간사
- 2000.10 ~ 2001.09 제5대 서울특별시의회 예산결산위원회 위원장
- 2001.04 ~ 2001.09 제5대 서울특별시의회 여성특별위원회 위원장
- 2001.10 ~ 2002.04 제5대 서울특별시의회 지방자치발전특별위원회 위원
- 2001 ~ 2002 서울특별시의회 여성특별위원회 위원장
- 2001 도시환경정보연구소 이사
- 2002 노무현 대통령후보 중앙선거대책위원회 장묘문화특별위원회 위원장
- 2004 한성대학교 겸임교수
- 경기도 남양주시 을 민주당 지역위원장
- 사회복지사 1급
- 2010.07 ~ 2014.06 제8대 서울특별시의회 의원
- 2010.07 ~ 2012.07 제8대 서울특별시의회 민주당 대표의원
- 2010.07 ~ 2012.07 제8대 서울특별시의회 전반기 운영위원회 위원장
- 2010.07 ~ 2010.09 제8대 서울특별시의회 전반기 보건복지위원회 위원
- 2010.09 ~ 2012.07 제8대 서울특별시의회 전반기 행정자치위원회 위원
- 2012.07 ~ 2014.03 제8대 서울특별시의회 후반기 의장
- 2014.04 ~ 2014.06 제8대 서울특별시의회 후반기 환경수자원위원회 위원

## 수상
- 1996 정무장관 모범표창
- 1997 자랑스러운 서울시민상
- 1998 새천년민주당 김대중 총재 표창
- 2003 노무현 대통령 당선자 감사장

## 역대 선거 결과
| 선거명          | 직책명                           | 대수           | 정당           | 득표율 | 득표수   | 결과 | 당락                |
| --------------- | -------------------------------- | -------------- | -------------- | ------ | -------- | ---- | ------------------- |
| 제2회 지방 선거 | 서울특별시의원(구로구 제4선거구) | 5대 (민선 2기) | 새정치국민회의 | 43.56% | 13,625표 | 1위  | 서울특별시의원 당선 |
| 제3회 지방 선거 | 서울특별시의원(구로구 제4선거구) | 6대 (민선 3기) | 새천년민주당   | 47.23% | 14,368표 | 2위  | 낙선                |
| 제5회 지방 선거 | 서울특별시의원(구로구 제4선거구) | 8대 (민선 5기) | 민주당         | 53.77% | 17,803표 | 1위  | 서울특별시의원 당선 |